# Ozyptila umbraculorum
Ozyptila umbraculorum är en spindelart som beskrevs av Simon 1932. Ozyptila umbraculorum ingår i släktet Ozyptila och familjen krabbspindlar. Inga underarter finns listade i Catalogue of Life.